# Danh sách ARN

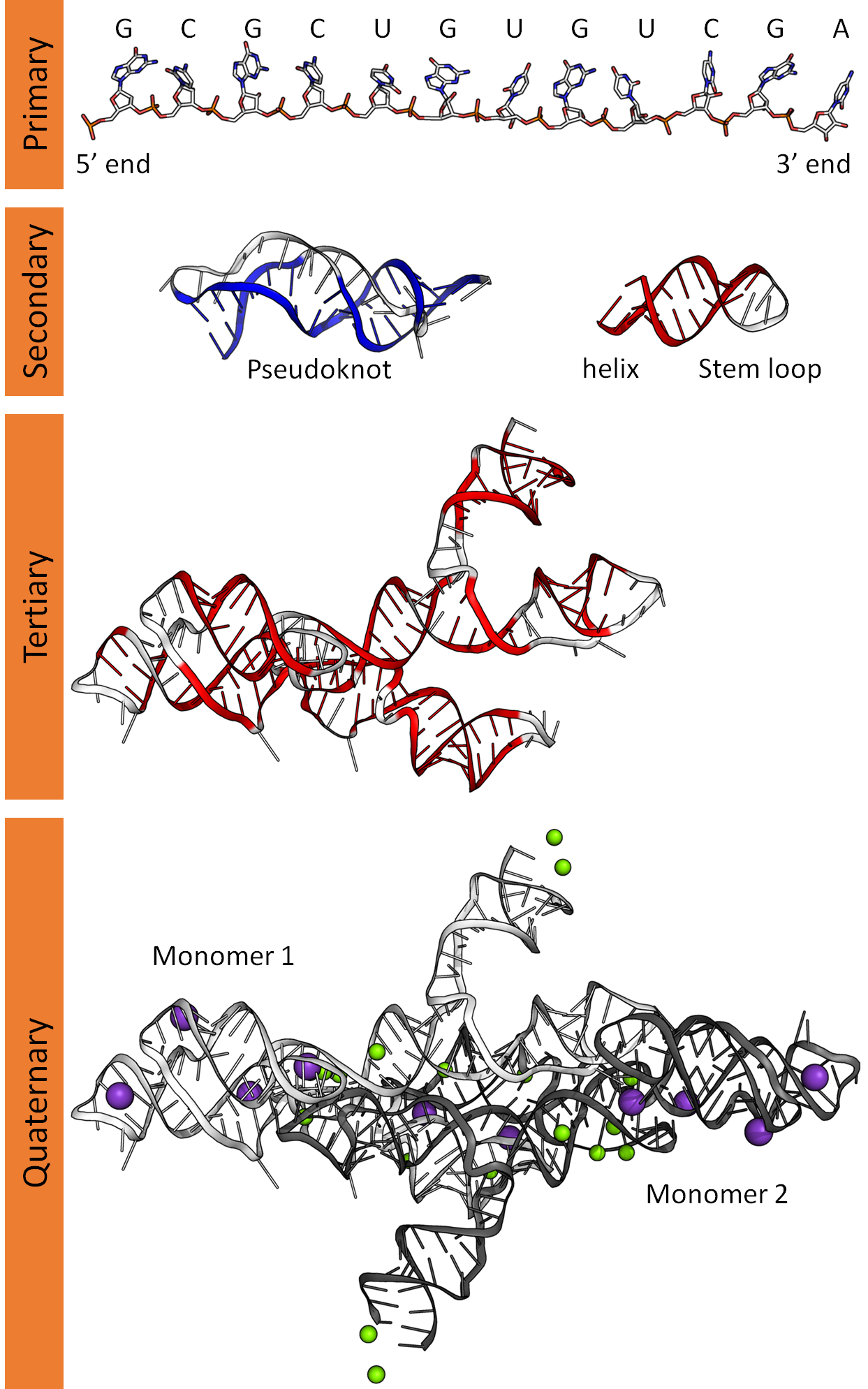
Những bậc cấu trúc của RNA. Từ trên xuống dưới: bậc I (primary), bậc II, bậc III và bậc IV.

RNA (axit ribônuclêic) là một đại phân tử sinh học, cấu tạo theo nguyên tắc đa phân (polymer) mà mỗi đơn phân (monomer) gọi là ribônuclêôtit được tạo thành từ một phân tử đường ribôza (C5H10O5), một phôtphat (gốc từ H3PO4) liên kết với một trong bốn loại base phổ biến nhất gồm A (ađênin), G (guanin), U (uraxin) hoặc X (xitôzin).
Đặc trưng về cấu trúc của RNA là chỉ có một chuỗi pôlyribônuclêôtit (xem hình) tức là mỗi phân tử RNA chỉ có một mạch đơn (hoặc mạch kép đối với một số loại virus), có thể ở dạng tuyến tính (mạch thẳng) hoặc xoắn và đôi khi có liên kết hydro nội bộ, khác hẳn DNA có cấu trúc xoắn kép. RNA đóng một vai trò quan trọng trong biểu hiện gen. Theo Francis Crick thì vai trò này là làm trung gian giữa thông tin di truyền gốc được mã hóa ở DNA với sản phẩm cuối cùng là prôtêin có chức năng sinh học.
Dưới đây là danh sách các loại RNA xếp theo ba nhóm: chủ yếu, ít gặp nhưng cần chú ý và danh sách tổng hợp.

## Các loại RNA chủ yếu

### RNA thông tin (messenger RNA)
- Loại này thường được viết tắt là mRNA. Chúng chỉ chiếm khoảng 5% tổng lượng RNA trong tế bào sống, nhưng giữ vai trò rất quan trọng vì là bản mã phiên của mã di truyền gốc từ DNA, chứa thông tin di truyền dưới dạng bộ ba mã di truyền thường được gọi là côđon (đơn vị mã) gồm ba ribônuclêôtit, nên gọi là bộ ba mã sao.
- Mỗi côđon (đơn vị mã) xác định một amino acid cụ thể, mã hoá 20 loại amino acid cơ bản; ngoài ra còn côđon khởi đầu dịch mã (START codon) và côđon ngừng dịch mã (STOP côdon).
- Mỗi phân tử mRNA ở sinh vật nhân thực có đầu 5’ được gắn một GTP (viết tắt từ guanosine triphosphate tức guanôzin triphôtphat), giúp các nhân tố khác nhận biết trong quá trình dịch mã. Còn đầu 3’ của nó được "bọc" lại nhờ "đuôi" pôlyA gồm nhiều adenylate (ađênilat) nối nhau, giúp nó không bị các enzym đặc trưng phân giải.

### RNA ribôxôm (ribosomal RNA)
- Loại này thường được viết tắt là rRNA, chiếm tới 80% tổng lượng RNA trong tế bào.[8]
- rRNA phải liên kết với những loại prôtêin nhất định, thì mới tạo thành ribôxôm - một "phân xưởng" tổng hợp prôtêin bậc I.
- Mỗi ribôxôm gồm một tiểu đơn vị lớn và một tiểu đơn vị nhỏ.
  - Ở tế bào nhân sơ: tiểu đơn vị lớn là 50S và một tiểu đơn vị nhỏ hơn là 30S (S là tên viết tắt của Svetbơc - đơn vị phản ánh khối lượng bào quan khi dùng máy li tâm siêu tốc).
  - Ở tế bào nhân thực: tiểu đơn vị lớn là 60S và một tiểu đơn vị nhỏ hơn là 40S.
- Khi hợp nhất với nhau, hai tiểu đơn vị này tạo nên ribôxôm là một cấu trúc phức tạp, di chuyển được dọc theo phân tử mRNA, kết hợp với nhiều loại enzym, thực hiện việc lắp ráp các amino acid theo khuôn mẫu của bản mã phiên, từ đó tạo thành một chuỗi pôlypeptit đúng như gen quy định.

### RNA vận chuyển (transfer RNA)
- Loại này thường được viết tắt là tRNA. Đây là loại phân tử có kích thước nhỏ nhất, thường chỉ gồm khoảng 70-95 ribônuclêôtit.
- tRNA có 2 chức năng trọng yếu trong quá trình dịch mã:

- Chức năng chính của chúng là chở các amino acid từ môi trường ngoài vào "phân xưởng" ribôxôm để tổng hợp prôtêin.
- "Đuôi" mỗi loại tRNA luôn chỉ gắn với một loại amino acid mà nó phải chở, tương ứng với bộ ba đối mã (anticodon) mà nó có. Do đó chúng có cấu trúc tương thích bắt buộc như một adapter (nhân tố tương thích), dẫn đến chúng có chức năng quan trọng là giải mã di truyền
- Nhờ sự phối hợp cả hai chức năng trên, tRNA vừa vận chuyển và vừa lắp ráp amino acid đúng vào vị trí mà gen quy định, từ đó tạo nên bản dịch mã là trình tự các amino acid trong chuỗi pôlypeptit.

Mô hình dựng trên máy tính của RNA xoắn kép xây dựng nhờ kĩ thuật dùng AMBERTools.

## Một số loại khác
Các RNA không có mã di truyền gồm rất nhiều dạng, dưới đây chỉ giới thiệu một số dạng đáng chú ý hơn cả.
- Các RNA nhân nhỏ (snRNA) gồm các loại RNA ở trong nhân tế bào, kích thước nhỏ chỉ khoảng 150 ribônuclêôtit, đã được chứng minh là tham gia vào quá trình tổng hợp prôtêin. Phân tử snRNA là thành phần của thể cắt nối (spliceosome) tham gia quá trình xử lý mRNA sơ khai (pre-mRNA) thành mRNA trưởng thành ở tế bào nhân thực. Chúng còn tham gia vào việc điều hoà enzym RNA pôlymêraza II và một số yếu tố phiên mã khác và trong việc duy trì telomere (tê-lô-me) ở đầu mút nhiễm sắc thể.
- RNA điều hoà (regulatory RNA) gồm một số loại RNA có liên quan đến biểu hiện gen, bao gồm RNA siêu nhỏ (micro RNA), RNA can thiệp (small interfering RNA, viết tắt: siRNA) và RNA đối nghĩa (antisense RNA, viết tắt: aRNA).

- miRNA (RNA siêu nhỏ) chỉ gồm khoảng 20 ribônuclêôtit ở sinh vật nhân thực, với sự trợ giúp của các enzym riêng, có thể phá huỷ mRNA mà nó bổ sung, từ đó ngăn chặn mRNA đang được dịch mã hoặc làm mRNA chóng bị phân giải hơn so với "tuổi thọ" vốn có.
- siRNA (RNA can thiệp) chỉ gồm khoảng 25 ribônuclêôtit, thường được sinh ra do tác động của virus. Chúng có chức năng tương tự như miRNA điều chỉnh hoạt động của mRNA tương thích.
- tmRNA (transfer-messenger RNA) hay RNA truyền tin giải cứu, chỉ thấy ở vi khuẩn. Đây là nhóm các phân tử RNA có thể "đánh dấu" (tag) prôtêin được dịch từ các mRNA nào bị mất mã kết thúc (stop codon), nhờ đó ngăn cản sớm ribôxôm bị "kẹt" trong dịch mã, nếu không sẽ tạo nên các chuỗi pôlypeptit bị lỗi.
- Ribôzym (ribozyme) hay RNA enzym là nhóm các RNA độc đáo có khả năng hoạt động như một enzym xúc tác sinh học. Chúng đặc trưng bởi một vị trí hoạt động và một vị trí gắn kết với cơ chất tương thích, ngoài ra còn có vị trí liên kết với đồng yếu tố (cofactor) thường là ion kim loại. Một trong những ribozyme đầu tiên được phát hiện là RNase P có bản chất là RNA nhưng lại có chức năng ribonuclease, tham gia tổng hợp nên các phân tử tRNA từ các RNA sơ khai. Chính sự phát hiện ra nhóm ribôzym đã đặt ra giả thuyết RNA xuất hiện trước DNA trong lịch sử phát sinh sự sống.
- RNA kép (double-stranded RNA, viết tắt: dsRNA) có cấu trúc hai mạch tương tự như DNA (hình 2). Chúng là một ngoại lệ về cấu trúc của RNA và là vật liệu di truyền gốc của một số virus.[10]

## Danh sách tổng hợp
| Tên tiếng Anh                             | tiếng Việt             | Kí hiệu   | Chức năng                                                  | Nguồn/Mã |
| ----------------------------------------- | ---------------------- | --------- | ---------------------------------------------------------- | -------- |
| Messenger RNA                             | RNA thông tin          | mRNA      | Mã hoá pôlypeptit                                          |          |
| Ribosomal RNA                             | RNA ribôxôm            | rRNA      | Tham gia cấu trúc ribôxôm                                  |          |
| Transfer RNA                              | RNA vận chuyển         | tRNA      | Vận chuyển amino acid và giải mã                           | RF00005  |
| Transfer-messenger RNA                    | RNA giải cứu           | tmRNA     | Giải cứu ribôxôm bị "kẹt" ở vi khuẩn                       | RF00023  |
| Small nuclear RNA                         | RNA nhân nhỏ           | snRNA     | tham gia quá trình chế biến mRNA sơ khai                   | [ 11 ]   |
| Small nucleolar RNA                       | RNA sửa nuclêôtit      | snoRNA    | Sửa ribônuclêôtit của RNA khác                             | [ 12 ]   |
| SmY RNA                                   | RNA smy                | SmY       | Nối chéo mRNA sơ khai khi chế biến                         | [ 13 ]   |
| Small Cajal body-specific RNA             |                        | scaRNA    | Một kiểu snoRNA biến đổi ribônuclêôtit ở RNA khác          |          |
| Guide RNA                                 | RNA hướng dẫn          | gRNA      | Hướng dẫn chèn/ xóa uridine vào các mRNA ty thể            | [ 14 ]   |
| Ribonuclease P                            | RNA nuclêaza P         | RNase P   | Một dạng ribôzym chế biến tRNA sơ khai                     | RF00010  |
| Ribonuclease MRP                          | RNA nuclêaza MRP       | RNase MRP | Một dạng ribôzym chế biến rRNA sơ khai                     | [ 15 ]   |
| Y RNA                                     | RNA Y                  | YRNA      | Tham gia chế biến RNA và DNA nhân đôi                      | [ 16 ]   |
| Telomerase RNA Component                  | RNA xúc tác têlôme     | TERC      | Tham gia tổng hợp Telomere                                 | [ 17 ]   |
| Spliced Leader RNA                        | RNA dẫn đầu chế biến   | SL RNA    | Tham gia chế biến mRNA trong quá trình xử lý RNA           |          |
| Antisense RNA                             | RNA đối nghĩa          | aRNA      | Giảm phiên mã / suy thoái mRNA / đóng khối dịch mã         | [ 18 ]   |
| Cis-natural antisense transcript          |                        | cis-NAT   | Tham gia điều hoà gen                                      |          |
| CRISPR RNA                                | RNA đề kháng           | crRNA     | Chống vật xâm nhập (ký sinh) bằng cách tấn công DNA của nó | [ 19 ]   |
| Long noncoding RNA                        | RNA không mã dài       | lncRNA    | Góp phần quy định phiên mã và sự biểu hiện gen             |          |
| MicroRNA                                  | RNA siêu nhỏ           | miRNA     | Phân giải RNA, góp phần điều hoà gen                       | [ 20 ]   |
| Piwi-interacting RNA                      |                        | piRNA     | Bảo vệ gen nhảy (transposon) vài chức năng khác            | [ 21 ]   |
| Small interfering RNA                     |                        | siRNA     | Điều chỉnh hoạt động của mRNA tương thích                  | [ 22 ]   |
| Short hairpin RNA                         | RNA kẹp tóc ngắn       | shRNA     | Tham gia điều hoà gen                                      | [ 23 ]   |
| Trans-acting siRNA                        |                        | tasiRNA   | Điều hoà gen ở cây trên cạn                                | [ 24 ]   |
| Repeat associated siRNA                   |                        | rasiRNA   | Bảo vệ gen nhảy ở ruồi giấm                                | [ 25 ]   |
| 7SK RNA                                   | RNA 7SK                | 7SK       | Điều chỉnh âm tính phức hợp CDK9 / cyclin T                |          |
| Enhancer RNA                              | RNA tăng cường         | eRNA      | Tăng cường hoạt động của RNA tương thích                   | [ 26 ]   |
| Satellite RNA                             | RNA vệ tinh            | sRNA      | RNA tự lan truyền do lây nhiễm                             |          |
| Vault RNA                                 |                        | vtRNA     | Có thể trục xuất bớt xenobiotics                           | [ 27 ]   |
| 5S rRNA                                   | RNA ribôxôm 5S         | 5S rRNA   | Hợp thành ribôxôm 5S                                       | RF00001  |
| 5.8S rRNA                                 | RNA ribôxôm 5,8 S      | 5.8S rRNA | Hợp thành ribôxôm 5,8S                                     | RF00002  |
| 6S RNA                                    | RNA 6S                 | 6S RNA    |                                                            | RF00013  |
| small subunit ribosomal RNA               | RNA ribôxôm nhỏ        | SSU rRNA  | Cấu thành tiểu đơn vị nhỏ của ribôxôm.                     | CL00111  |
| large subunit ribosomal RNA               | RNA ribôxôm lớn        | LSU rRNA  | Cấu thành tiểu đơn vị lớn của ribôxôm.                     | CL00112  |
| promoter RNA                              | RNA khởi đầu           | pRNA      | Liên kết điều hòa đường phiên mã gen gây viêm.             | RF01518  |
| oxidative stress response RNA             | RNA chống sốc oxy      | OxyS RNA  | RNA phản ứng với sốc oxy hóa ở E. coli.                    | RF00035  |
| mitochondrial RNA processing ribonuclease | RNA ti thể nuclêaza    | RNase MRP | Loại ribonuclease cho RNA ti thể.                          | RF00030  |
| signal recognition particle RNA           | RNA nhận dạng tín hiệu | SRP RNA   | Nhận dạng tín hiệu bộ phận RNA.                            | CL00003  |
| circular RNA                              | RNA vòng               | circRNA   | Tham gia điều hoà gen.                                     | [ 30 ]   |